# Oksana Vasyakina
Oksana Vasyakina (em russo: Оксана Юрьевна Васякина; nascida a 18 de dezembro de 1989) é uma poetisa, artista, curadora e activista feminista russa.

## Biografia
Nasceu a 18 de dezembro de 1989 na cidade de Ust-Ilimsk, em Irkutsk, numa família da classe trabalhadora. Escreveu o seu primeiro texto poético aos 14 anos. Em 2016 formou-se no departamento de poesia do Instituto de Literatura Maxim Gorky . Ela estudou na oficina de Yevgeny Yuryevich Sidorov. Foi também participante de festivais de poesia em Novosibirsk, Perm, Vladimir e Moscovo. O seu trabalho foi publicado no jornal "air", no jornal "YSHSHOODNA", e nos media da Internet "Snob" e Colta.ru.